# スーパー301条
スーパー301条（英語: Section 301 of the Trade Act of 1974）とは、1988年包括通商競争力法 (Omnibus Foreign Trade and Competitiveness Act) 第1302(a),により、1974年通商法に第310条として追加された、対外制裁に関する条項の一つである。1974年通商法第301条（貿易相手国の不公正な取引慣行に対して当該国と協議することを義務づけ、問題が解決しない場合の制裁について定めた条項）の強化版であった。2015年貿易円滑化及び貿易執行法第601条(a)により全面改正され、貿易執行の優先事項の特定は毎年行うことになったが調査開始の義務付けはなくなった。

## 概要
規定の内容は、アメリカ合衆国通商代表部（USTR）に対し、1974年通商法第181条に基づき提出される「外国の貿易障壁に関する年次報告書（NTEレポート）」に基づき、優先的に取り上げる外国（priority foreign countries）及び当該国の慣行（priority practices）を特定し、4月末までに議会に報告するとともに特定された慣行について、通商法301条調査を開始することを義務付けた。これは、USTRによる301条の運用が、必ずしも十分でないとのアメリカ合衆国議会の不満を反映したものであった。
この規定は、1988年及び1989年の2年のNTEレポートを対象とする規定であったが、このときの適用状況は、1989年、USTRは、日本の衛星、スーパーコンピュータ及び林産物、ブラジルの輸入数量制限、インドの保険及び対内投資を特定し、1990年は、インド（保険、対内投資）のみを引き続き特定したが、いずれも制裁まで至らずに合意がされた。
2017年8月1日、ドナルド・トランプ政権は、中華人民共和国に対して1974年通商法第301条に基づく調査を開始。翌年にかけて米中貿易戦争 (2018年)が激化するきっかけの一つとなったが、これは301条自体の手続によるものでスーパー301条によるものではない。

## スーパー301条の復活
このスーパー301条は、前述のとおり1989、1990年限りのものであったが、1994年3月3日、アメリカ合衆国大統領ビル・クリントンは、このスーパー301条手続きとほぼ同等の内容の行政命令を発出した。これは、通常スーパー301条を復活させる行政命令と呼ばれているが、厳密には法律の規定を行政命令で変更はできず（特にこの旨が授権されている場合はともかく）、この行政命令は、議会が法律によりUSTRに義務付けたものと同様の内容を、アメリカ合衆国大統領が、行政の最高責任者の権限でUSTRに命令しているものである。
この行政命令の内容は、次のようになっている。
1. 94、95年の2年間の時限措置（その後の改正で96、97年まで延長)
2. 優先慣行の特定は、3月末のNTEレポートの議会提出から6ヵ月以内
3. USTRは、議会報告から21日以内に、通商法301条調査及び協議を開始する。

さらに、ウルグアイラウンド協定法第314条⒡は、1974年通商法第310条を改正して、1995年NTEレポートについてスーパー301条を復活させた。このときは、1994年、1995年とも、いかなる国の慣行も特定されなかったが、日本の林産物及び紙の分野が、将来特定される可能性のある慣行として、監視リストに記載された。しかし、日本の自動車部品問題についてUSTRが職権で（通常の）301条調査を開始したように、スーパー301条でない一方的措置がなくなっているわけではない。
行政命令によるスーパー301条の復活は、1998年は行われなかった。しかし、1999年には、スーパー301条と1979年通商協定法の政府調達条項を、合わせて行政命令で復活させる方針が年初めに発表され、3月31日付けで、行政命令第13116号で正式に復活された。（連邦官報1999年4月5日付け第64巻16333ページ）
内容的には、次のとおりで前回の行政命令によるものより、元々のスーパー301条に近い内容になっている。
1. 優先慣行の特定は、3月末のNTEレポートの議会提出から90日以内
2. USTRは、議会報告から90日以内に、通商法301条調査を開始する。
3. USTRは、通商法301条調査の前に関係国と解決のための協議を行う。

2018年4月には「対中貿易赤字はどの国も経験してない史上最大の貿易赤字だ」と表明したアメリカ合衆国大統領のドナルド・トランプの命令を受けてUSTRはパーソナルコンピュータとスマートフォンや衣料品などといった輸入額の大きい消費財を除外しつつ産業用ロボット、医薬品や医療機器、電気自動車、半導体などの中国製品1300品目の特定を発表した。

## 貿易円滑化及び貿易執行法による改正
2015年貿易円滑化及び貿易執行法第601条(a)は、1974年通商法第310条を全面的に改正した。
改正後の内容は、USTRに貿易執行の優先事項の特定を義務付け、定期的な報告協議を規定するが第301条に基づく調査開始自体は義務付けをしないものになっている。